# Adolph Theodor Boyesen
Adolph Theodor Boyesen, född 29 december 1823 i Kristiania (nuvarande Oslo), död 23 november 1916 i Stockholm, var en swedenborgsk predikant.
Boyesen arbetade 12 år som militär och nådde löjtnants grad. Därefter ägnade han sig helt åt swedenborgianismen. Han studerade 1860-1864 vid Urbanauniversitetet i Ohio, som också översatte Emanuel Swedenborgs skrifter från latin till svenska. 1870 blev han predikant vid swedenborgska församlingen i Köpenhamn. 1877 bosatte han sig i Stockholm och var till 1906 predikant i Nya kyrkans församling i Stockholm.